# Kéri György
Kéri György (Budapest, 1950. január 11. – Budapest, 2016. július 20.) Széchenyi-díjas magyar biokémikus, kutatóprofesszor, a Magyar Tudományos Akadémia doktora. A jelátviteli terápia nemzetközi hírű tudósa. Részt vett több új gyógyszerkutatási technológia és klinikán lévő gyógyszerhatóanyag kifejlesztésében.

## Életpályája
Egyetemi tanulmányait a budapesti Eötvös Loránd Tudományegyetem vegyész szakán végezte, ahol 1973-ban szerzett diplomát. 1976-ban védte meg egyetemi doktori disszertációját az Eötvös Loránd Tudományegyetemen biokémiából. 1973-tól a SOTE I. sz. Kémiai-Biokémiai Intézetében tudományos ösztöndíjasként kezdett dolgozni. 1978-79-ig a University of California San Franciscon dolgozott posztdoktori ösztöndíjasként. Ezt követően 19-szer volt az USA-ban tanulmányutakon az NSF támogatásával és más kutatási együttműködések keretében.
1982-ben védte meg a biológiai tudományok kandidátusi, 1994-ben akadémiai doktori értekezését. 1997-ben habilitált a Semmelweis Egyetemen.
1982-től tudományos főmunkatárs és az MTA Peptidkémiai Kutatócsoport megbízott vezetője, 1994-től tudományos tanácsadó, 2001-től kutatócsoport-vezető. 2008-tól a Semmelweis Egyetem kutatóprofesszora. 1992-től 1999-ig a Sugen tudományos tanácsadó testületének tagja, 1999-től 2005-ig Axxima Pharmaceuticals tudományos tanácsadó testületének tagja. 2002 és 2012 között a Semmelweis Egyetem Racionális Hatóanyagtervező Laboratóriumok Kooperációs Kutatóközpont elnöke. A Magyar Tudományos Akadémia-Semmelweis Egyetem Egyesült Kutatási Szervezet főtitkára. 1999-től a Vichem Chemie Kutató Kft. ügyvezetője és tudományos igazgatója.
A EuropaBio Healthcare Council tagja. A European Biotech Thematic Network Association alelnöke (2009–2011). A Current Signal Transduction Therapy (Bentham) főszerkesztője, a Current Opinion in Molecular Therapeutics (Thomson Reuters) szekciószerkesztője és öt tovább rangos nemzetközi szaklap szerkesztőségének tagja.

## Munkássága
Több szempontból is úttörő jellegű kutatómunkáját a gyógyszerkutatás, azon belül elsősorban a jelátviteli terápia területén fejtette ki. 101 szabadalmi bejelentés és több mint 250 rangos nemzetközi szaklapban publikált cikk illetve könyvfejezet társszerzője. A jelátviteli terápia és az egyénre szabott terápia nemzetközileg elismert szakértője, ezen belül peptidhormon származékok, ill. az antitumor hatású kináz gátló hatóanyagok kutatása és fejlesztése terén ért el kiemelkedő eredményeket. Két hatóanyaga áll klinikai fejlesztés alatt. A TT232 jelű szomatosztatin származékról kimutatták, hogy a tumor anyagcserét szabályozza és programozott sejthalált indukál. Az általa 1999–2016 között vezetett biotechnológiai cég (Vichem Chemie Kutató Kft.) kifejlesztett egy több mint 12 000 tagból álló kináz gátló vegyülettárat és egy alapvetően új vezető molekula kereső technológiát (Nested Chemical Library). A módszer igen eredményesnek bizonyult nemcsak tumorok, de különböző fertőző betegségek igazolt célmolekulái esetében is. Protein-protein kölcsönhatások szelektív gátlására kifejlesztettek egy alloszterikus molekulakönyvtárat. Cége német kutatókkal együtt részt vett egy nagy jelentőségű új proteomikai technológia kidolgozásában. Ez a „Target Fishing” technológia lehetőséget biztosít a hálózatszerű jeltovábbítási rendszerben korábban nem ismert célmolekulák kimutatására, és a metabolom kölcsönható enzimjeinek kimutatására is.

## Családja
Felesége Kenéz Mária vegyész volt, két gyermekük született: egy fiú (Csaba, 1976) és egy leány (Júlia, 1980), és Júliától egy unoka (Luca, 2008). Nagyapja Sós Aladár (1887–1975) építész, szakíró.

## Díjai, elismerései
- Fiatal kémikusok pályázata nívódíj (1973)
- Kiváló Feltaláló-díj - Arany fokozat (1986)
- MTA kiváló kutatója (1988)
- „DEBIO PEPTIDE AWARD”, Európai Peptid Szimpózium (1992, Svájc)
- Széchenyi Professzúra (1996)
- Quinsland University Research Award (2000)
- Akadémiai díj (2002)
- Báthory-díj (2006)[3]
- Jedlik Ányos-díj (2008)
- MTA – Találmányi Hivatal Nívódíj (2010)
- Gábor Dénes-díj (2010)
- Széchenyi-díj (2013)[4]
- Kiváló PhD Oktató (2013)[5]

## Főbb publikációi
- Photoaffinity labeling of corticotropin receptors (társszerző, PNAS (USA) 77: 3967-3970, 1980)
- Compariosn of the tyrosine kinase activity with the proliferation rate in human solid tumors and tumor cell lines (társszerző, TUMOR BIOLOGY 9: 315-322, 1988)
- Flk1 as a Target for Tumor Growth Inhibition (társszerző, CANCER RESEARCH 56: 3540-3345, 1996)
- Tumor-selektive somatostatin analog (TT-232) with strong in vitro and in vivo antitumor activity (társszerző, PNAS 93: 12513-12518, 1996
- The antitumor somatostatin analogue TT-232 induces cell cycle arrest through PKCdelta and c-Src (társszerző, BIOCHEM. BIOPHYS. RES. COM. 285: 483-488, 2001)
- Molecular Pathomechanisms and New Trends in Drug Research (könyv szerkesztő és társszerző CRC Press Taylor and Frances Group, 2003)
- Drug discovery in the kinase inhibitory field using the Nested Chemical Library (TM) technology (társszerző, ASSAY AND DRUG DEVELOPMENT TECHNOLOGIES 3: 543-551, 2005)
- Nuclear translocation of the tumor marker pyruvate kinase M2 induces programmed cell death (társszerző, CANCER RESEARCH 67:1602-1608, 2007)
- AXL is a potential target for therapeutic intervention in breast cancer progression (társszerző, CANCER RESEARCH 68:1905-1915, 2008)
- Kinase-selective enrichment enables quantitative phosphoproteomics of the kinome across the cell cycle (társszerző, MOLECULAR CELL 31:438-448, 2008)
- Proteomics strategy for quantitative protein interaction profiling in cell extracts (társszerző, NATURE METHODS 6: 741-744,2009)
- Integrating molecular diagnostics into anticancer drug discovery (társszerző NATURE REVIEWS DRUG DISCOVERY 9:(523-535, 2010)
- Development of a Cell Selective and Intrinsically Active Multikinase Inhibitor Bioconjugate (társszerző, BIOCONJUGATE CHEMISTRY 22:540-545,2011)